# Esper Mami
Esper Mami (エスパー魔美 Esupā Mami, Malicieuse Kiki en Francia, Martina e il campanello misterioso en Italia?) es un manga creado por Fujiko F. Fujio (Hiroshi Fujimoto) en 1977, serializado en la revista Shōnen Big Comic. Más tarde fue adaptado al anime, teniendo gran éxito en Japón y Francia, pero no tanto en Italia ni en España, donde tras un año en emisión fue retirada en 1992. Esta serie está dirigida principalmente hacia los chicos.

## Trama
Mami Sakura es una chica de 14 años que va al instituto como cualquier chica de su edad, pero que un día se despierta con poderes sobrenaturales. Con la ayuda de sus poderes y de su mejor amigo Takahata, ayudan a la gente. Cuando nota que alguien necesita ayuda, usa su "Pistola de Teletransporte" y se teletransporta al lugar. Allí soluciona el problema con sus poderes, como la telekinesis o la telepatía; 
en otro capítulo parece que esos poderes permiten sobrevivir a  temperaturas extremas, en una escena sobrevive a temperaturas bajo cero en medio del bosque vestida tan sólo con una bata de dormir.

## Personajes
-Mami Sakura 佐倉 魔美 
La protagonista, de 14 años de edad. Estudia en el instituto Tobita, a las afueras de Tokio. Consiguió sus poderes por pura casualidad, y los usa para ayudar a la gente. Es una chica buena pero despistada y un tanto entrometida. Es mala en los estudios y en las tareas del hogar. 
Su padre es artista, y (con frecuencia en la serie) pinta desnudos de ella. Su sueño es ser pintora como su padre.
Le tiene tanto cariño que le iba a mostrar sus poderes pero él le advirtió de que sus antepasadas francesas eran cazadas como brujas y eso le echó hacia atrás. Su padre la llama "duquesa Mami". Ella es una "Esper" (Extrasensory Perception) capaz de usar telepatía u otras habilidades paranormales, y la mayor parte de la historia es ella tratando de mejorar sus habilidades. Su poder es tele-transporte, lo activa usando una pose de mano aunque después utiliza un objeto en forma de corazón que Kazou le fabricó para activar esta habilidad. Sus poderes: Tele-transporte, telekinesis (mover objetos con la mente), detectar cuando cuando otra persona esta en peligro (representado como un sonido de campanilla en el anime).
Ella el pelo rojo. Ella viste una camisa blanca con un pañuelo de cuello marinero, una bufanda azul claro, falda azul, calcetines blancos y zapatos negros. Cuando Mami se prepara para volar en el cielo todas las noches, viste una camisa blanca con mangas cortas, vestido azul, calcetines blancos y zapatos negros. Voz de Keiko Yokozawa.

-Kazuo Takahata 高畑 和夫

Compañero de clase de Mami. Inicialmente él cree que también es un Esper, pero luego acepta que solo Mami los tiene. . Ayuda a Mami cuando tiene problemas o se pelea con sus padres, y la soporta muy bien. Es el mejor amigo de Mami y está enamorado de ella. Le gusta el béisbol amateur, pero en realidad lo odia. En el anime voz de Hiroyuki Shibamoto 
-Konpoco: El mapache mascota de Mami. Le encanta la pasta de judía frita, y su grito para pedir algo es: "¡Fuyan, fuyan!".Está enamorado de la perra de los vecinos, Mary. En un principio parecía ser que entendía el lenguaje humano.
-Juro Sakura: El padre de Mami. Organiza exhibiciones artísticas (aunque apenas vende), y da clases de arte en la escuela superior municipal. Cuando dibuja, siempre murmura: ¡Hum!. Es propenso a tener accidentes leves de cualquier tipo, y de hecho su Volkswagen Escarabajo tiene un montón de abolladuras. Le encanta el rábano encurtido y fumar su pipa. Su abuelo estaba casado con una pintora francesa. Aunque evacuó una escuela entera en Yamanashi ante un bombardeo americano durante la Segunda Guerra Mundial, siempre se le maltrató porque su padre negociaba con europeos y americanos. Llama a su hija "duquesa Mami". Tiene dos hermanos, Hyakuro e Ichiro.
-Naoko Sakura: La madre de Mami. Trabaja de jefa redactora en la sección de Internacional del Asauri Shimbun. Es una mujer que respeta mucho la moralidad, por lo que es muy severa con Mami.
-Hosoya: Vecina de los Sakura, es muy supersticiosa.
-Satoru Takenaga : Compañero de Mami y jugador de béisbol en el mismo equipo que Takahata. Es muy justo, trabaja en el periódico escolar y no acepta timos de nadie, ni siquiera de los ladrones.

## Polémica

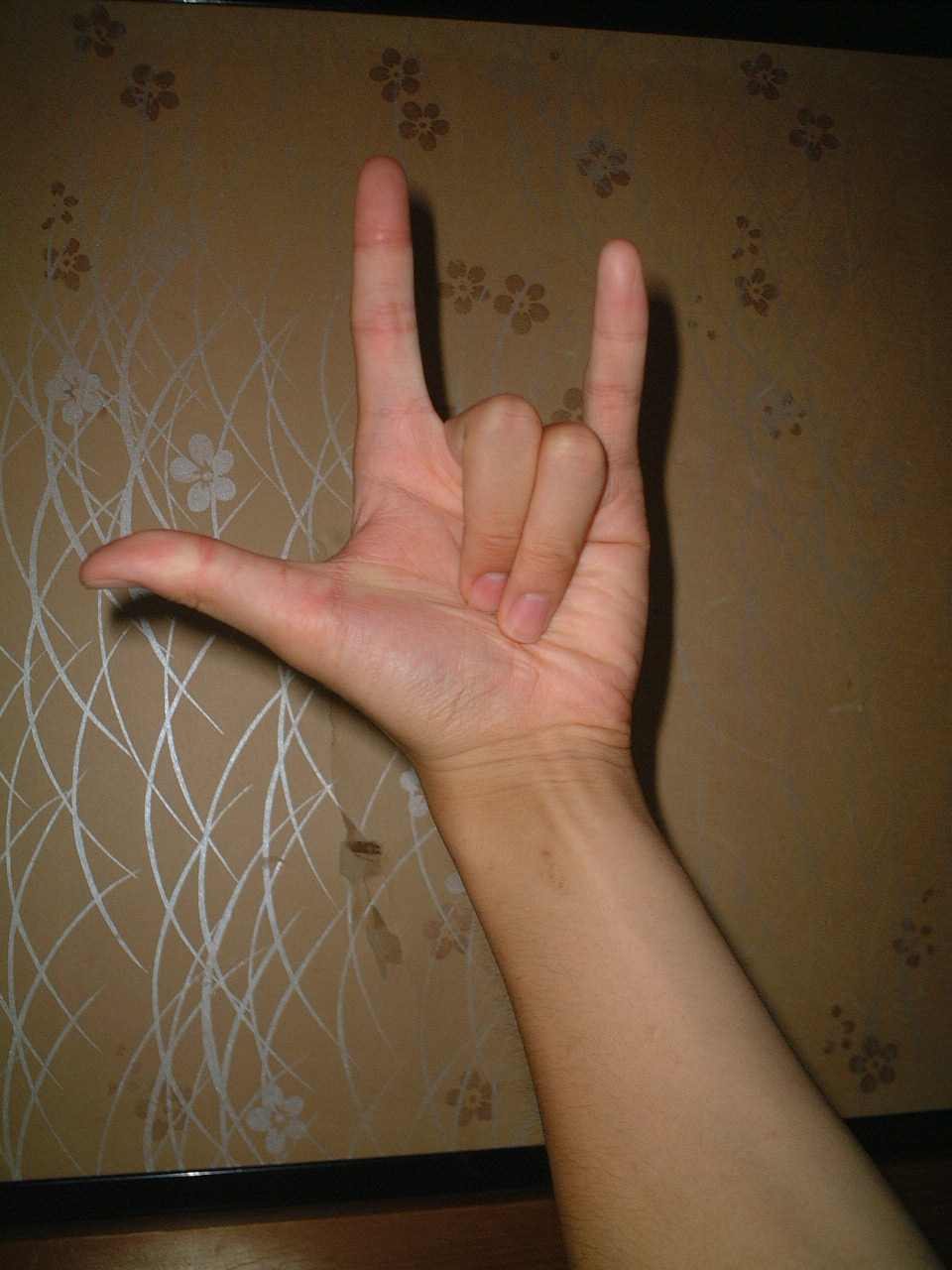
Pose de mano mostrado en la serie

Este anime está clasificado como Lolicon por uso de Mami desnuda mientras es retratada por su papá, además de largas escenas de baño.
Siendo esta la razón del rápido retiro de su emisión en Europa.

Estas características son típicas de todas las obras de Hiroshi Fujimoto.